# Lê Đức Thọ
Pour les articles homonymes, voir Khai.
 (août 2019).
Si vous disposez d'ouvrages ou d'articles de référence ou si vous connaissez des sites web de qualité traitant du thème abordé ici, merci de compléter l'article en donnant les références utiles à sa vérifiabilité et en les liant à la section « Notes et références ».
Phan Dinh Khai ou Lê Đức Thọ (14 octobre 1911 - 13 octobre 1990) est un homme politique, diplomate et militaire vietnamien. Il est, pour le compte du Nord Viêt Nam, l'un des négociateurs des accords de paix de Paris : en 1973, le comité Nobel a souhaité lui décerner le prix Nobel de la paix, conjointement avec Henry Kissinger, prix qu'il a refusé.

## Biographie
Né le 14 octobre 1911 à Địch Lễ, un hameau de Nam Vân, village de la province de Nam Định, au nord du Viêt Nam, dans une famille de lettrés, Phan Đình Khải, de son vrai nom, animé de patriotisme, se lance dès 1928 dans la lutte clandestine anticoloniale, sous le nom de Lê Đức Thọ, au sein des jeunesses révolutionnaires, comme Võ Nguyên Giáp, et devient l’un des fondateurs, avec Hô Chi Minh, du PCI (Parti communiste indochinois) en 1930 à Hong Kong. Comme Phạm Văn Đồng et beaucoup d’autres, il est emprisonné par les Français pour ses activités politiques dites subversives. Tho détient un poste élevé dans le Việt Minh (Ligue pour l'indépendance du Viêt Nam) et, de 1955 à 1986, il est membre du « Politburo » (Bureau politique) du Parti communiste vietnamien.
Arrêté pour ses activités révolutionnaires, il est interné pendant six ans au Bagne de Poulo Condor. Libéré en 1936 par le gouvernement du Front populaire, il est à nouveau emprisonné en 1939 au bagne de Son La où il côtoie la plupart des futurs dirigeants du Viêt Nam.
Après sa libération, il entre en 1945 au Comité central du Parti communiste, puis, en 1951, au Bureau politique. Pendant la guerre d'Indochine, il est, avec Lê Duẩn, le principal responsable de la résistance dans le Sud du Viêt Nam.
À partir de 1968, Le Duc Tho joue un rôle essentiel dans la conduite des négociations avec Washington, et demeure pour le monde entier l’homme qui, cinq ans plus tard, a signé avec Henry Kissinger, les accords américano-vietnamiens.
Le Duc Tho participe à la préparation et à l’organisation de l’offensive généralisée aboutissant le 30 avril 1975 à l’entrée victorieuse à Saïgon des combattants du Front national de libération du Sud Viêt Nam (Viêt Cong). À l’occasion du VIe Congrès du Parti communiste vietnamien, à automne 1986, il démissionne du Bureau politique et est nommé conseiller spécial du Comité central avec Truong Chinh et Phạm Văn Đồng.
Pendant la guerre du Viêt Nam (1956-1975), Le Duc Tho est actif dans le Sud du pays, où il dirige des attaques du Front national de libération du Sud Viêt Nam.
De 1968 à 1973, Le Duc Tho dirige la délégation de la république démocratique du Viêt Nam aux pourparlers de paix à Paris. Il est lauréat du prix Nobel de la paix 1973, avec le secrétaire d'État des États-Unis Henry Kissinger, pour l'ensemble des négociations qu'il a dirigées pour le camp vietnamien ; du cessez-le-feu au retrait des troupes américaines. Le Duc Tho, cependant, rejette le prix, car selon lui : « […] la paix n'a pas réellement été établie ». En 1975, Le Duc Tho organise l’offensive militaire pour débarrasser le Vietnam des restes de l'armée de la république du Viêt Nam de Saigon soutenue par les États-Unis d'Amérique. 
Le Duc Tho, conseiller du Comité central du Parti communiste vietnamien, meurt le 13 octobre 1990, à Hanoï, la veille de son 79e anniversaire. Souffrant d’un cancer, le vainqueur de la bataille diplomatique à la conférence de Paris de 1973 avait été hospitalisé durant plusieurs semaines, à l’hôpital du Val-de-Grâce à Paris, où Gaston Plissonnier, secrétaire du Comité central du PCF, lui avait rendu de fréquentes visites.

## Publications
- « Du front démocratique indochinois contre le fascisme à la lutte actuelle contre l'impérialisme américain », in Cahiers communistes, no 9, 1966, 9 p.